# Clematis tengchongensis
Clematis tengchongensis är en ranunkelväxtart som beskrevs av Wen Tsai Wang. Clematis tengchongensis ingår i släktet klematisar, och familjen ranunkelväxter. Inga underarter finns listade i Catalogue of Life.